# Mary Haʻaheo Atcherley
Mary Haʻaheo Atcherley (nacida Mary Ha'aheo Kinimaka, 24 de abril de 1874 - 8 de marzo de 1933) fue una activista hawaiana. Fue una de las primeras mujeres nativas hawaianas en postularse para cargos públicos en el Territorio de Hawái.

## Biografía
Mary Ha'aheo Kinimaka nació en King Street en Honolulu en 1874, hija de David Leleo Kinimaka, un noble hawaiano, y Hannah Keolaokalaau (también conocida como Hanakeola, o Hana Keola Allen-Kinimaka, 1854-1893).
Asistió al Seminario Kawaiaha'o para niñas en 1879. A los seis años, se convirtió en hija hānai del rey Kalākaua. Vivió en la casa real hasta los dieciséis años y terminó su educación en St. El Priorato de Andrés. Después de la muerte del rey, Kinimaka vivió con su madre, ya que su padre había muerto en 1884.
En 1893, conoció al médico de su madre, el Dr. John Atcherley (1865-1940), un inglés de Liverpool que había venido a las islas para manejar la práctica médica de su cuñado. Mary Kinimaka se casó con John Atcherley en 1894 en Kawaiae, Hawái. La pareja tuvo cuatro hijos y tres hijas.
En 1897, Atcherley se convirtió en el único propietario de dos ahapua'a en Kona, Hawái. Estuvo involucrada en disputas legales relacionadas con la tierra a lo largo de 1915, incluida una decidida por la Corte Suprema de los Estados Unidos.
La familia regresó a las Islas Hawaianas a Molokai (donde el Dr. Atcherley fue el médico del condado) antes de establecerse en Honolulu en 1928. 
Atcherley está enterrada en Diamond Head Memorial Park en la isla de Oahu con su marido.

## Carrera política
Comenzando con cartas al editor en 1908, Atcherley se convirtió en un activista abierto por los derechos de los nativos hawaianos, especialmente en lo que respecta a la salud pública y el maltrato por parte de funcionarios del gobierno. En 1919, Atcherley asistió a manifestaciones en apoyo del sufragio femenino.
En 1920, Atcherley se postuló como candidato del Partido Demócrata de Oahu en las elecciones primarias para el senado del territorio.[Un artículo de 1920 sobre ella dice: "La Sra. Atcherley representa una ley para el estándar mínimo [salario] y un salario digno para todas las niñas y mujeres trabajadoras, y para la enmienda de la ley de compensación a los trabajadores"

El Secretario Territorial Coronel Curtis P. Iaukea no sabía si se le permitía introducir los nombres de las mujeres en la boleta electoral; la pregunta se transmitió a través del gabinete del gobernador al fiscal general Harry Irwin. El fiscal general declaró que legalmente, las candidatas no eran elegibles para ser inscritas en la boleta porque no eran elegibles bajo la Sección 34 de la Ley Orgánica de Hawái (Pub.L. 56-339, 31 Stat. 141), una ley orgánica promulgada por el Congreso de los Estados Unidos para establecer el gobierno y la legislatura del Territorio promulgada el 30 de abril de 1900. La sección 34 dice lo siguiente:
SEC. 34. Que para ser elegible para ser elegido como senador, una persona deberá:
Ser ciudadano masculino de los Estados Unidos;
Haber alcanzado la edad de treinta años;
Haber residido en las islas hawaianas al menos tres años y

estar calificado para votar por senadores en el distrito del que es elegido.
 Por lo tanto, a las mujeres se les permitía legalmente permanecer en la boleta electoral, pero si hubieran sido elegidas, no habrían podido ocupar el cargo. El fiscal general sugirió que otro ciudadano propusiera un caso de prueba para presentarlo a la Corte Suprema. El nombre de Atcherley permaneció en la lista, pero no fue elegida.
Atcherley se postuló de nuevo en 1922, pero solo se esperaba que recibiera 800 votos.La cuestión de la elegibilidad seguía sin estar clara: a las mujeres se les permitía postularse para cargos territoriales, sin embargo los miembros del Congreso de los Estados Unidos determinarían la cuestión de si se les permitía ocupar cargos territoriales.En septiembre de 1922, se aprobó un proyecto de ley que permitía a las mujeres ocupar cargos electivos en el territorio de Hawái: los periódicos mencionaron específicamente que la campaña de Atcherley había llamado la atención sobre este tema.
A lo largo de la década de 1920, solicitó al gobierno sobre varios temas, incluido el uso de la tierra.
Un obituario señala: "Sra. Atcherley nunca logró honores políticos sobresalientes, aunque aspiraba a muchos lugares de servicio público", aunque "en sus esfuerzos en nombre de su propio pueblo, los hawaianos, sus pasos nunca se retrasaron, su voz nunca se calmó. Ella era una campeona intransigente de lo que consideraba sus derechos".

## Contribuciones lingüísticas
Atcherley, que creció hablando hawaiano con la familia real, impartió clases de hawaiano en Molokai y Oahu durante la década de 1920 y escribió sus propios libros de texto.En 1923, la Legislatura Territorial aprobó la Ley 243 ("una ley para proporcionar la preparación y publicación de un libro de texto escolar en hawaiano"); El primer libro de Atcherley en hawaiano: un libro de texto en el idioma hawaiano fue seleccionado como el último libro de texto y publicado por el Gobierno Territorial en 1930 para su uso en escuelas.